# Crocallis virgata
Crocallis virgata là một loài bướm đêm trong họ Geometridae.